# Ruellia burttii
Ruellia burttii är en akantusväxtart som beskrevs av Vollesen. Ruellia burttii ingår i släktet Ruellia och familjen akantusväxter. Inga underarter finns listade i Catalogue of Life.